# Listă de insule ale statului Arizona
Prezenta pagină este o listă de insule ale statului Arizona.  Cu o suprafață de 294.312,185 km² (corespunzând a circa 113,634.57 mi²), statul Arizona se plasează pe poziția a șasea ca mărime în Statele Unite, fiind precedat doar de statele Alaska, Texas, California, Montana și New Mexico.

## Descriere
În același timp, Arizona este al treilea stat ca mărime din Uniune, după Montana și New Mexico, care nu are ieșire la mare.  În ciuda acestui fapt, chiar în condițiile în care Arizona are doar aproximativ 942,056 km² (coresponzând a 363.73 mi²) din suprafață acoperită de apă, fiind în urma a doar două state americane (ca valoare absolută), West Virginia și New Mexico.  Procentual, cele 0.32% procente din suprafața Arizonei acoperită cu apă este a doua din națiune (după cea a statului New Mexico cu 0.21%).   Majoritatea insulelor Arizonei se găsesc de-a lungul cursului de apă a Colorado River (mai ales în Lacul Mead). Un alt lac, Lacul Roosevelt conține, de asemenea, niște insule.

## Tabel alfabetic de insule din Arizona
| Insulă                   | Formă de apă    | Comitat  | Coordonate                                      |
| ------------------------ | --------------- | -------- | ----------------------------------------------- |
| Antelope Island          | Lacul Powell    | Coconino | 36°59′00″N 111°26′00″W / 36.98333°N 111.43333°V |
| Beaver Island            | Colorado River  | Mohave   | 34°25′18″N 114°17′28″W / 34.42167°N 114.29111°V |
| Beehive Island           | Colorado River  | Mohave   | 36°04′20″N 114°43′34″W / 36.07222°N 114.72611°V |
| Bulls Head Rock          | Lacul Mohave    | Mohave   | 35°12′17″N 114°34′22″W / 35.20472°N 114.57278°V |
| Channel Island           | Colorado River  | Mohave   | 36°01′42″N 114°08′30″W / 36.02833°N 114.14167°V |
| Decision Island          | Lacul Mead      | Mohave   | 36°02′22″N 114°17′04″W / 36.03944°N 114.28444°V |
| Deer Island              | Colorado River  | La Paz   | 34°07′00″N 114°22′30″W / 34.11667°N 114.37500°V |
| Driftwood Island         | Colorado River  | Mohave   | 36°11′34″N 114°01′31″W / 36.19278°N 114.02528°V |
| Haulapai Island          | Colorado River  | Mohave   | 36°01′54″N 114°08′09″W / 36.03167°N 114.13583°V |
| Haystack Island          | Lacul Roosevelt | Gila     | 33°41′47″N 111°07′45″W / 33.69639°N 111.12917°V |
| Heron Point              | Lacul Mead      | Mohave   | 36°02′51″N 114°18′41″W / 36.04750°N 114.31139°V |
| Hi Isle                  | Lacul Havasu    | Mohave   | 34°18′57″N 114°08′35″W / 34.31583°N 114.14306°V |
| Hog Island               | Lacul Bartlett  | Maricopa | 33°50′25″N 111°37′01″W / 33.84028°N 111.61694°V |
| Houseboat Island         | Lacul Mead      | Mohave   | 36°04′03″N 114°20′09″W / 36.06750°N 114.33583°V |
| Mohave Rock              | Colorado River  | Mohave   | 34°36′46″N 114°25′28″W / 34.61278°N 114.42444°V |
| Napoleans Tomb           | Lacul Mead      | Mohave   | 36°07′09″N 114°21′27″W / 36.11917°N 114.35750°V |
| Panic Rock               | Lacul Bartlett  | Maricopa | 33°49′29″N 111°37′18″W / 33.82472°N 111.62167°V |
| Pittsburg Point          | Colorado River  | Mohave   | 34°27′37″N 114°21′36″W / 34.46028°N 114.36000°V |
| Plane Crash Island       | Lacul Mead      | Mohave   | 36°03′26″N 114°19′57″W / 36.05722°N 114.33250°V |
| Pool Islands (5 islands) | Lacul Mead      | Mohave   | 36°05′54″N 114°27′58″W / 36.09833°N 114.46611°V |
| Punk Rock                | Verde River     | Yavapai  | 34°25′33″N 111°46′43″W / 34.42583°N 111.77861°V |
| Rabbit Island            | Lacul Roosevelt | Gila     | 33°41′49″N 111°08′49″W / 33.69694°N 111.14694°V |
| River Island             | Colorado River  | Mohave   | 34°39′28″N 114°26′58″W / 34.65778°N 114.44944°V |
| Rock Island              | Lacul Roosevelt | Gila     | 33°41′16″N 111°08′25″W / 33.68778°N 111.14028°V |
| Saddle Island            | Lacul Roosevelt | Gila     | 33°39′32″N 111°04′16″W / 33.65889°N 111.07111°V |
| Shelter Island           | Lacul Roosevelt | Gila     | 33°40′05″N 111°04′48″W / 33.66806°N 111.08000°V |
| Ship Rock                | Lacul Saguaro   | Maricopa | 33°33′48″N 111°29′47″W / 33.56333°N 111.49639°V |
| Steamboat Rock           | Lacul Roosevelt | Gila     | 33°40′50″N 111°05′03″W / 33.68056°N 111.08417°V |
| Two Rocks (2 islands)    | Colorado River  | Mohave   | 35°43′30″N 114°42′00″W / 35.72500°N 114.70000°V |